# Azerbajdžanski marš
»Azerbajdžanski marš« (azerbajdžansko: Azərbaycan marşı) je državna himna Azerbajdžana. Glasbo je napisal Üzejir Hadžibejov, besedilo pa pesnik Ahmed Džavad. Vlada je himno uradno sprejela leta 1920 s sprejetjem odloka »O državni himni Republike Azerbajdžan«. Leta 1992, po razpadu Sovjetske zveze, je azerbajdžanska vlada uradno obnovila himno "Azərbaycan Marşı".
Azerbajdžanska vlada je himno tudi uradno razglasila za »sveti simbol azerbajdžanske države, njene neodvisnosti in enotnosti«.
Od leta 2006 je del besedila himne upodobljen na averzni strani azerbajdžanskega bankovca za 5 manatov. Leta 2011 je vlada ob 20. obletnici neodvisnosti Azerbajdžana od sovjetske oblasti izdala znamko, ki je posvečena tej himni.
Spodaj je podano besedilo himne v azerbajdžanščini v latinici (ki je uradna različica od leta 1992), prepisano v cirilico (ki je bila uradna pisava do leta 1991), in prevedeno v slovenščino.

## Besedilo
| Azerbajdžansko (Latinska pisava) | Azerbajdžansko (Cirilica pisava) |
| Azərbaycan! Azərbaycan! Ey qəhrəman övladın şanlı Vətəni! Səndən ötrü can verməyə cümlə hazırız! Səndən ötrü qan tökməyə cümlə qadiriz! Üçrəngli bayrağınla məsud yaşa! Minlərlə can qurban oldu, Sinən hərbə meydan oldu! Hüququndan keçən əsgər, Hərə bir qəhrəman oldu! Sən olasan gülüstan, Sənə hər an can qurban! Sənə min bir məhəbbət Sinəmdə tutmuş məkan! Namusunu hifz etməyə, Bayrağını yüksəltməyə Namusunu hifz etməyə, Cümlə gənclər müştaqdır! Şanlı Vətən! Şanlı Vətən! Azərbaycan! Azərbaycan! | Азәрбајҹан! Азәрбајҹан! Еј гәһрәман өвладын шанлы Вәтәни! Сәндән өтрү ҹан вермәјә ҹүмлә һазырыз! Сәндән өтрү ган төкмәјә ҹүмлә гадириз! Үчрәнҝли бајрағынла мәсʼуд јаша! Минләрлә ҹан гурбан олду, Синән һәрбә мејдан олду! Һүгугундан кечән әсҝәр, Һәрә бир гәһрәман олду! Сән оласан ҝүлүстан, Сәнә һәр ан ҹан гурбан! Сәнә мин бир мәһәббәт Синәмдә тутмуш мәкан! Намусуну һифз етмәјә, Бајрағыны јүксәлтмәјә Намусуну һифз етмәјә, Ҹүмлә ҝәнҹләр мүштагдыр! Шанлы Вәтән! Шанлы Вәтән! Азәрбајҹан! Азәрбајҹан! |